# Manuel Fal Conde
Manuel Fal Conde (Higuera de la Sierra, 10 d'agost de 1894 - Sevilla, 20 de maig de 1975) fou un advocat i polític carlí espanyol.
Va estudiar Dret a Sevilla i Madrid. Va ingressar el 1930 en el Partit Integrista. Quan aquest es va integrar en Comunió Tradicionalista, Fal Conde va organitzar el moviment a Andalusia Occidental, donant prioritat a les joventuts i a les milícies (el requetè). Va participar en la revolta de Sanjurjo, a l'agost de 1932, i va ser empresonat durant tres mesos. En les eleccions de 1933 el carlisme va aconseguir 4 diputats a Andalusia i Fal Conde es va convertir en el cap del carlisme andalús al novembre.
El 1934 el pretendent carlí Alfons Carles el va nomenar secretari reial i Secretari General de la Comunión Tradicionalista, centralitzant l'organització en el seu equip. Aquest mateix any va organitzar l'acte del Quintillo, en el qual el carlisme andalús va demostrar una capacitat inèdita de mobilització. El 20 de desembre de 1935 va ser nomenat Cap Delegat del partit. Va participar en els preparatius de la revolta militar de juliol de 1936, comprometent la participació del carlisme, que pretenia executar una revolta independent, després de llargues i complicades negociacions amb el general Mola. No obstant això, durant la Guerra Civil va haver d'exiliar-se a Portugal després de pretendre crear una Reial Acadèmia Militar carlista, en la qual formar política i militarment als oficials del requeté.
Des del seu exili portuguès es va oposar al Decret d'Unificació, sense resultats. Per Fal Conde la unida decretada entre falangistes i carlins era inviable "per la naturalesa irreconciliable dels ideals: totalitaris uns i de llibertats orgàniques dels nostres". Després de tornar a Espanya va prohibir l'allistament de carlins en la División Azul, cosa que va provocar que les autoritats el confinessin a Ferreries (Menorca) durant uns mesos. Durant la postguerra els seus partidaris tindran forts xocs amb els franquistes com són els casos de Begoña a 1942 o de Pamplona el 1945.
Al desembre de 1951 va acompanyar Xavier de Borbó i Parma amb motiu de la seva jura dels furs catalans al monestir de Montserrat.
L'any 1955 va renunciar com a Cap Delegat del carlisme a Espanya i abandonà la política activa.
En un acte legitimista celebrat a Fàtima (Portugal) el 8 de desembre de 1967 Xavier de Borbó i Parma atorgaria el títol de "Duc del Quintillo" a Fal Conde. Va ser l'únic títol nobiliari que va concedir aquest príncep com a Cap de la Dinastia carlista. L'endemà, a Lisboa, li concediria la Gran Creu de l'Ordre de la Legitimitat Proscripta.